# Akşehir
Akşehir, a antiga Filomélio (em latim: Philomelium, em grego:  Φιλομήλιο, Filomélion) é uma cidade e distrito (em turco:  iller) da Turquia que faz parte da província (ilçe) de Cônia e da região de Anatólia Central (İç Anadolu Bölgesi). Em 2009, a população do distrito era de 95 889 habitantes, dos quais 61 196 residiam na capital.
A cidade encontra-se nos limites de uma planície fértil, no lado norte da cordilheira Sultandağ.

## Etimologia
Akşehir significa cidade (şehir) branca (ak) em turco. Şehir deriva da palavra persa shahr que significa igualmente cidade. Além dos nomes de origem grega e latina Filomélion, Philomelium e Filomélio, são ou foram usadas as seguintes grafias ou transliterações para além da oficial: Ak-Shehr, Ak-Shahr, Akshehr, Akshahr, Akshehir e Aqshahr.

## História
Filomélio foi provavelmente fundada por gente de Pérgamo, na importante estrada que ligava Éfeso ao oriente. O martírio de São Policarpo de Esmirna é descrito numa carta enviada pela Igreja de Esmirna à Igreja de Filomélio. Alguma da correspondência de Cícero foi escrita em Filomélio, quando ele viajava para a Cilícia.
A partir do século XII, aquando da expansão do Império Seljúcida, a cidade teve um papel importante nas guerras fronteiriças entre o Império Bizantino e o Sultanato de Rum, tornando-se uma importante cidade seljúcida. No século XIV foi integrada no Império Otomano. Segundo Ali de Yazd, o sultão Bajazeto I morreu na cidade em 1403, depois de ter sido derrotado em Angorá.

## Atualidade
Entre os locais mais famosos da cidade destacam-se o alegado túmulo de Nasrudin (ou Nasreddin Hodja) - figura humorística popular de histórias medievais ligadas ao Sufismo - e o edifício que serviu de quartel-general do Exército Turco durante a última fase da Guerra Greco-Turca de 1919-1922. A cidade conserva numerosas casas de arquitetura tradicional otomana, o que, juntamente com outros monumentos constituem o rico património arquitetónico que justifica Akşehir fazer parte da Associação Europeia de Cidades e Regiões Históricas (EAHTR), uma organização sedeada em Norwich, Inglaterra, fundada pelo Congresso dos poderes locais e regionais do Conselho da Europa.
Todos os anos, entre 5 e 10 de julho, decorrem comemorações em honra do residente mais famoso de Akşehir, Nasrudin Hodja, que incluem concertos e outras atividades culturais e sociais.

## Personalidades de Akşehir
- Nasrudin (1208-1284) — estudioso sufi e personagem de contos populares que supostamente viveu a maior parte da sua vida em Akşehir, onde morreu e está sepultado.[5]
- Tarik Buğra (1918-1994) — jornalista e escritor.
- Aykut Karaman (1947) — arquiteto e professor de Urbanismo.
- Lütfi Kibiroğlu (1947) — político direitista islâmico, dirigente do Partido da Felicidade (Saadet Partisi).[8]
- Ali Kırca (1948) — jornalista e escritor
- Meltem Cumbul (1970) — atriz.
- Özgü Namal (1978) — atriz.